# گئورگه اندریف
گئورگه اندریف (انگلیسی: Gheorghe Andriev؛ زادهٔ ۱۵ آوریل ۱۹۶۸) قایقران کانو اهل رومانی است.